# James Chance
James Siegfried, anche conosciuto con i nomi d'arte di James Chance e James White (Milwaukee, 20 aprile 1953 – New York, 18 giugno 2024), è stato un sassofonista e cantautore statunitense.

## Biografia
James Chance si iscrisse al conservatorio senza però finire gli studi. Solo in seguito, dopo gli studi classici, preferì dedicarsi al jazz e al sassofono, divenendo allievo di David Murray, per poi ispirarsi a Albert Ayler e James Brown.
Considerato una figura centrale della scena No Wave, fondò con Lydia Lunch i Teenage Jesus and the Jerks, poi i Contortions, diede vita ai progetti James White and the Blacks (così apparve nel film Downtown 81), The Flaming Demonics, James Chance & the Sardonic Symphonics, James Chance and Terminal City, e James Chance and Les Contortions.